# لئون گریگوریان (موسیقی‌دان)
لوون گریگوریان (ارمنی: Լևոն Գրիգորյան؛ انگلیسی: Levon Grigorian ‏ ۱۸۸۶–۱۹۵۷) موسیقی‌شناس، رهبر ارکستر گروه کر و نوازنده ویولن ارمنی‌تبار اهل ایران بود. وی برای نخستین بار در ایران، دست به تشکیل ارکستر سمفونیکی به نام «سالن» در تبریز و اجرای اپرای «آنوش» زد. اپرای آنوش را آرمن تیگرانیان تصنیف کرده و لیبرتوی آن را شاعر مشهور ارمنی، هوهانس تومانیان، نگاشته‌است.

## زندگی‌نامه
در سال ۱۸۸۶ میلادی (۱۲۶۵ خورشیدی) در تبریز به دنیا آمد. تحصیلات ابتدائی را در زادگاهش در دبستان هایکازیان–تاماریان تبریز به پایان رسانید.
وی از سال‌های کودکی علاقهٔ فراوانی به موسیقی نشان می‌داد و از همان سال‌ها نیز به فراگیری ویلن پرداخت. پس از اتمام تحصیلات در سال ۱۹۰۴ (۱۲۸۳) در شهرهای رشت و تبریز اقدام به تدریس موسیقی و تشکیل گروه سرایندگان از دانش آموزان و اجرای کنسرت‌های مختلف کرد. وی در سال ۱۹۰۷ (۱۲۸۶) به تفلیس رفت و نزد واسیلوف (Vasiliov)، ویولنیست مشهور روسی به تکمیل آموزش ساز تخصصی خود پرداخت. در سال ۱۹۱۰ (۱۲۸۹) به بروکسل عزیمت کرد و زیر نظر پروفسور تامسون گیساک ورویر، به آموختن ویولن پرداخت و تئوری و هارمونی موسیقی آواز را نیز نزد پروفسور براکسلمان، فرا گرفت.
لوون گریگوریان در سال ۱۹۱۴ (۱۲۹۳) به تفلیس رفت. وی در سال ۱۹۱۷ (۱۲۹۶) به تبریز بازگشت و در مدرسه مرکزی خلیفه‌گری ارامنه تبریز یک گروه کر چهار صدائی تشکیل داد و همچنین گروه موسیقی مجلسی را تأسیس کرد که مدت ۳۰ سال رهبری آن را به عهده داشت.
لوون گریگوریان تنظیم کننده سرودهای بسیاری به زبان‌های فارسی و ارمنی است. از جمله سرودهای فارسی وی می‌توان از: «ایران»، «خیز»، «دلپسند»، «جلوه گل»، «سرود توانائی» و «سرود کارناوال» را نام برد.
او در سال ۱۹۴۰ (۱۳۱۹) در تهران اقامت گزید و گروه کر «گوسان» را تشکیل داد و همچنین به تعلیم ویولن در مدرسه عالی موسیقی پرداخت؛ و در طول زندگی هنری خود، ۹۴ ویولنیست را تعلیم داد.
لوون گریگوریان در سال ۱۹۵۷ (۱۳۳۶) در تهران درگذشت.

## زندگی خصوصی
لوون گریگوریان از همسر اول خود صاحب سه پسر به نام‌های هراچ، روبن و آسیک شد. گریگوریان در سال ۱۹۲۳ (۱۹۴۴) با دوشیزه «نکتار باغداساریان» ازدواج کرد و از وی نیز صاحب دو پسر به نام‌های هانری و زاره (زاریک) از همسر دوم شد.